# Ocô

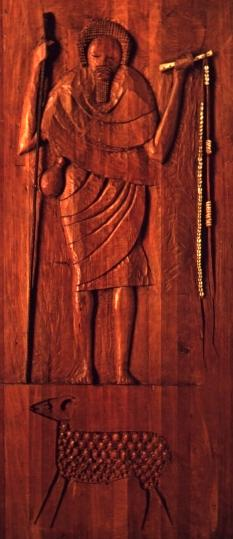
Orixá Ocô - escultura em madeira do artista Carybé em exposição no Museu Afro-Brasileiro, Salvador, Bahia, Brasil

Ocô, também grafado como Okô, é o orixá da agricultura. Ele era um caçador pobre, solitário, que possuía apenas um cão e uma flauta. Possui chibata de couro e um cajado de madeira. Toca uma flauta de osso. Veste branco.

## História
Divindade da agricultura, ligado a colheita dos inhames novos e a fertilidade da terra. Orixá iorubá, pouco conhecido no Brasil. Na época em que os escravos chegaram, não deram muita importância a este orixá, considerando-o como da agricultura, em seu lugar, Ofum, e dos grãos, Obaluaiê.
Em sua representação, traz um cajado de madeira que revela sua relação com as árvores, além de uma flauta de osso que lembra sua relação com a sexualidade e a fertilidade. É confundido com Oxalá, pois ambos vestem o branco. Seu Òpásórò (cajado), no Brasil, é confeccionado em madeira. Sendo um Orixá raro, tem poucas qualidades conhecidas. É um Orixá rico.
Seu nome vem do iorubá, significa: Orixá da Palavra. As abelhas são suas mensageiras. É da agricultura junto com Ogum, e portanto, ligado às colheitas, principalmente de inhame. 
É representado por uma estátua de madeira provida de um imenso falo. Seus símbolos são: cajado de madeira, uma flauta, uma chibata de couro, uma faca com fileira de búzios. Na África usam uma barra de ferro como símbolo.
Tem o poder de curar a malária, à qual estão expostos aqueles que lidam com agricultura. É árbitro de conflitos, especialmente entre mulheres, e não raro, juiz das costumeiras disputas entre os orixás.
Tem um título: Eni duru, que significa aquele que é erigido, personagem em pé, referência a seus atributos fálicos.
Na época da colheita do inhame, ninguém comia o inhame novo sem antes fazer uma festa para Ocô. As sacerdotisas do templo do orixá se entregavam aos sacerdotes sexualmente, e todo homem que encontrava uma mulher podia ter relação sexual naquele dia. Na ocasião, uma bandeja de madeira contendo coco, cana de açúcar, milho, inhame, todos crus, como oferenda. Nas festas na África, cozinha-se todo tipo de vegetais produzidos pela terra e são colocados na rua para que todos se servissem à vontade.   Divindade da agricultura e da fertilidade da terra e dos mistérios associados a terra, a vida e morte. É um dos Orixás mais duros por seu trabalho na terra, alimentando a humanidade e os orixás.

Sacrificam galinha de angola macho, tudo com mel, pois não se usa dendê para esse Orixá. Come cabritos brancos, novos de chifres virados, ou galos brancos com esporão grande, além de pombos brancos.
As comidas devem ser brancas como: acaçá de Oxalá, inhame cozido em fatias com mel, canjica branca também com mel.
Divindade da agricultura e da fertilidade da terra e dos mistérios associados a terra, a vida e morte. É um dos Orixás mais duros por seu trabalho na terra, alimentando a humanidade e os orixás.
Seu santuário e fálico, seu simbolismo é fálico: na África, seu símbolo é uma grande rocha fálica ou um estátua de madeira com enorme pênis, também  representado por uma barra de ferro.
Seu assentamento é feito com: uma tigela de barro contendo dentro: " um arado puxado por dois bois,onde um homem comanda esses boi sob um guarda chuva, uma telha curvada e pinta da de branco e vermelho em listas, uma tigela de barro com tampa e uma pedra dentro, dois cocos pintados metade branco , metade vermelho, um pedaço de madeira pintado de vermelho e branco , representado as genitálias.  O vermelho representa o sangue e o branco o sêmen.